# Joaquim Cruz
Joaquim Carvalho Cruz (ur. 12 marca 1963 w Taguatinga) – brazylijski lekkoatleta, średniodystansowiec, mistrz i wicemistrz olimpijski.
W 1981 ustanowił rekord świata juniorów w biegu na 800 m wynikiem 1.44,3 min. Został następnie stypendystą University of Oregon. Po zdobyciu akademickiego mistrzostwa USA (NCAA) na 800 m w 1983 wystąpił na pierwszych mistrzostwach świata w Helsinkach, gdzie zdobył brązowy medal na tym dystansie. 
Zwyciężył na 800 m na Igrzyskach Olimpijskich w 1984 w Los Angeles przed Sebastianem Coe w czasie 1:43,00, co było rekordem olimpijskim. Z powodu przeziębienia nie wystąpił w półfinale biegu na 1500 m. Kilka tygodni po Igrzyskach Cruz ustanowił rekord Brazylii na 800 m 1:41,77, co do tej pory daje mu ósme miejsce na listach najszybszych biegaczy na tym dystansie. W 1984 ustanowił również w Nicei aktualny do tej pory rekord Ameryki Południowej w biegu na 1000 m wynikiem 2:14,09 min. W 1987 wygrał bieg na 1500 m na Igrzyskach Panamerykańskich w Indianapolis.
Na Igrzyskach Olimpijskich w 1988 w Seulu Cruz nie obronił tytułu, ale zdobył srebrny medal na 800 m za Kenijczykiem Paulem Erengiem. Na dystansie 1500 m awansował do półfinału, w którym ostatecznie nie wystąpił. 
W późniejszych latach Cruz cierpiał na kontuzje ścięgna Achillesa. Zwyciężył na 1500 m na Igrzyskach Panamerykańskich w Mar del Plata w 1995. Startował na tym dystansie na Mistrzostwach Świata w 1995 w Göteborgu i na Igrzyskach Olimpijskich w 1996 w Atlancie, ale bez powodzenia. Zakończył karierę w 1997.